# Departamento de Huehuetenango
Huehuetenango, (en náhuatl, Lugar de muchos Ahuehuetes) oficialmente el Departamento de Huehuetenango, es uno de los veintidós departamentos que conforman Guatemala, La cabecera se llama de igual manera que el departamento, más conocido como "La tacita de Plata". El departamento está situado en la región nordoccidental del país y limita al norte y oeste con México, al sur con los departamentos de San Marcos, Quetzaltenango y Totonicapán; y al este con el departamento de Quiché.
El departamento de Huehuetenango tiene una topografía variada, con montañas y cimas que exceden los 3850 m s. n. m. en la sierra de los Cuchumatanes y tierras bajas que descienden hasta unos 300 m s. n. m. Su clima es variado como consecuencia de las grandes diferencias en elevación y la sinuosidad del terreno.
La ciudad de Huehuetenango se encuentra a una distancia de aproximadamente 264 km de la ciudad capital a una altitud de 1901,64 m s. n. m. La población del municipio de Huehuetenango está estimada actualmente en 129 232 habitantes.
El árbol que identifica al departamento es el ahuehuetl.
El Congreso de la República de Guatemala aprobó en 2015 un nuevo municipio para el departamento de Huehuetenango que colinda con los municipios de Santa Ana Huista y Concepción Huista.
Huehuetenango tiene altos índices de pobreza estimado en un 88%.

## Historia

### Época prehispánica

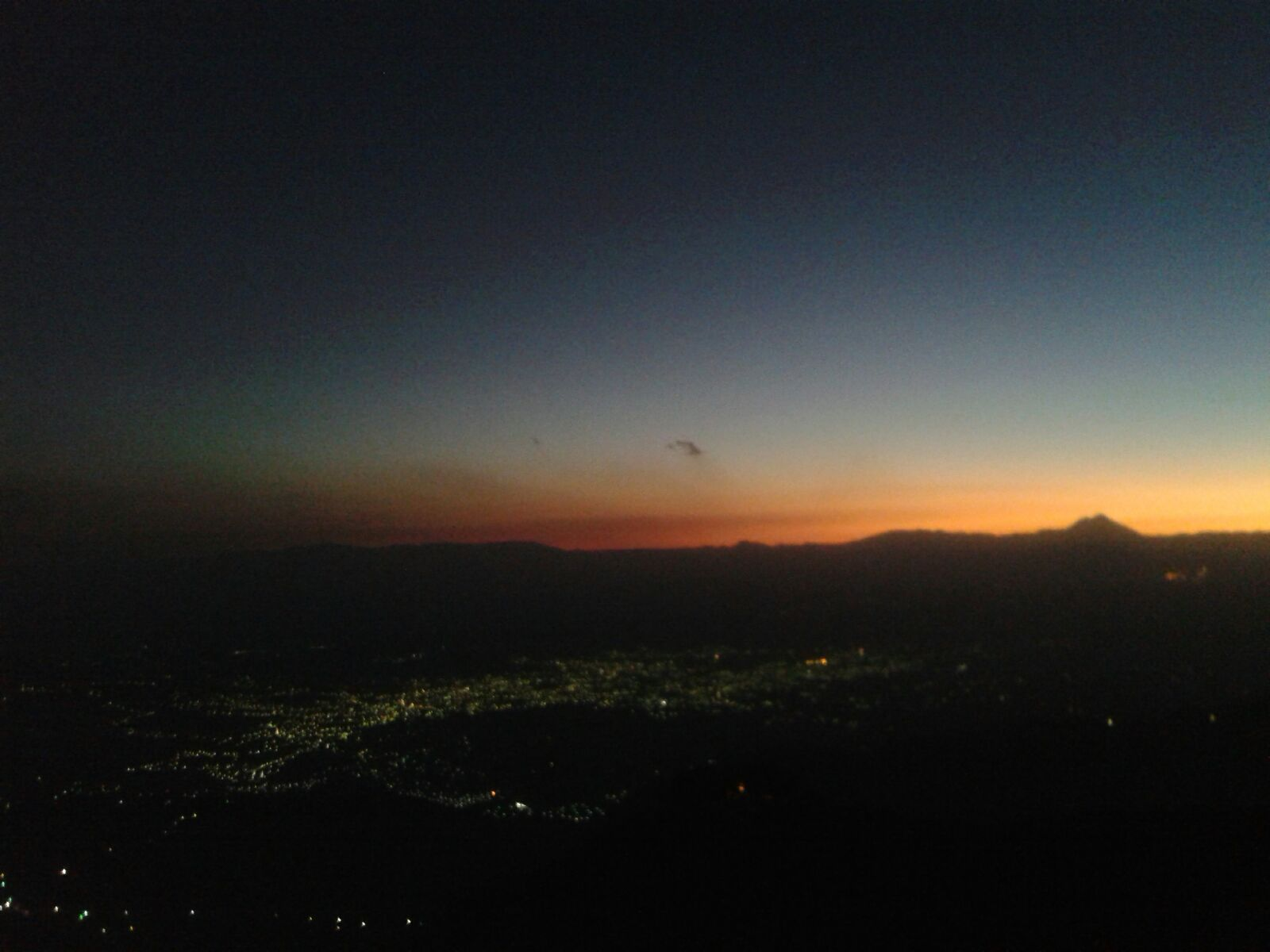
Ciudad de Huehuetenango de noche, vista desde Los Cuchumatanes, departamento de Huehuetenango.

Durante la época prehispánica, el señorío Mam era de los más vastos territorialmente, pues comprendía los departamentos de Huehuetenango, Totonicapán, Quetzaltenango, San Marcos y la provincia de Soconusco (México); pero debido a las cruentas luchas entre los diferentes señoríos, este territorio fue desmembrado, especialmente por la invasión de los quichés al mando del rey Quicab, conocido como Quicab el grande, y sus aliados los kaqchikeles, obligando a los mames a abandonar parte de sus extensos dominios, replegándose a la parte montañosa, en especial Huehuetenango y San Marcos, aunque actualmente todavía existen pueblos mames en el departamento de Quetzaltenango, como en los municipios de Cabricán, Huitán, San Juan Ostuncalco, Concepción Chiquirichapa, San Martín Sacatepéquez y otros.

### Conquista española

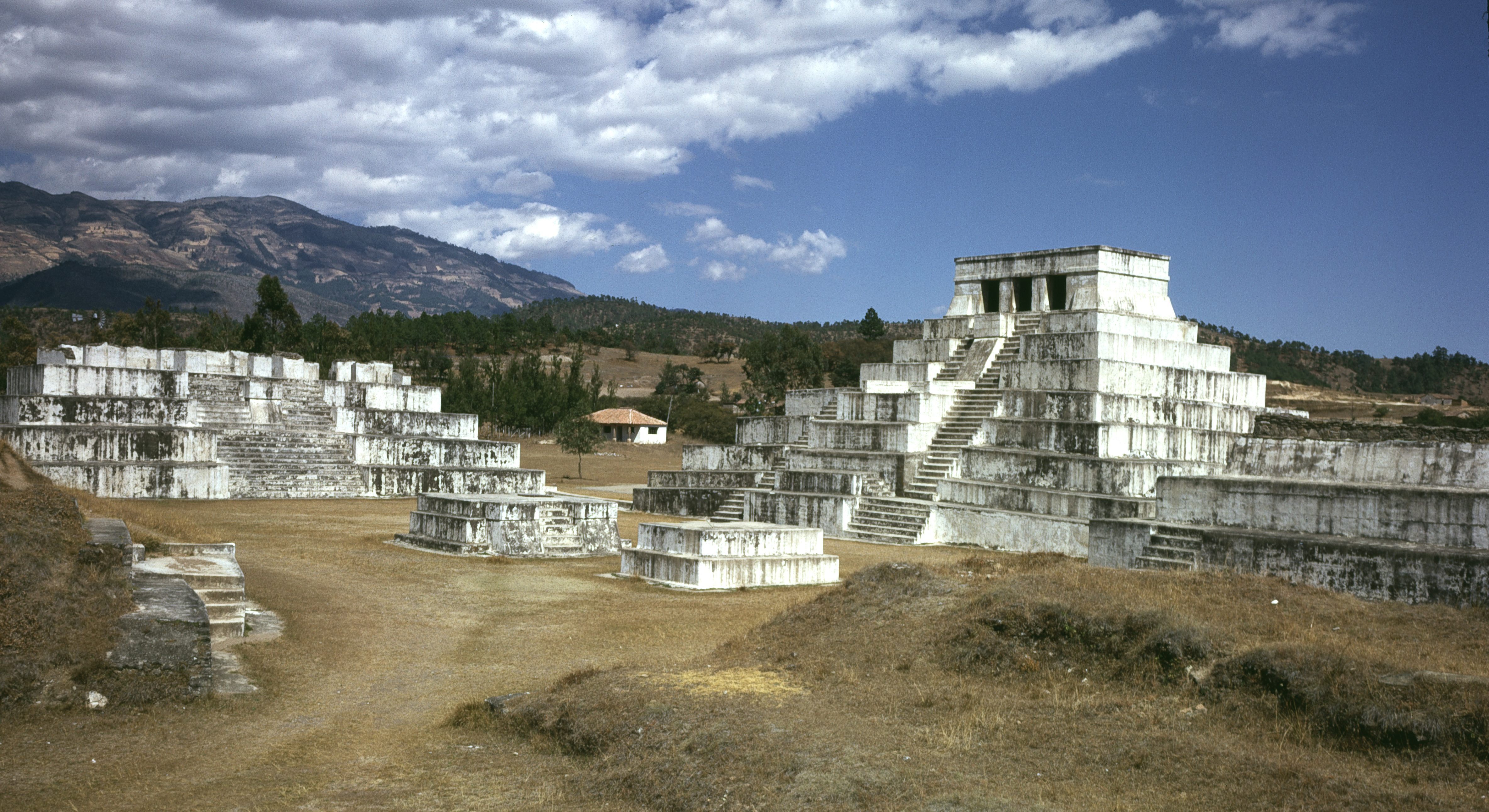
Zaculeu se rindió a Gonzalo de Alvarado después de un asedio de varios meses.

A pesar de que existía un estado de hostilidades entre los mames y los quichés de Q'umarkaj después de la rebelión de los cakchiqueles contra sus antiguos aliados quichés, se produjo un cambio en el panorama político con la llegada de los conquistadores. Pedro de Alvarado describe que el rey mam Kayb'il B'alam fue recibido con gran honor en Q'umarkaj mientras él estaba allí. La expedición española contra Zaculeu se inició aparentemente tras la amargura quiché por su incapacidad de controlar a los españoles en Q'umarkaj, mientras que el plan para tenderle una trampa a los conquistadores dentro de la ciudad hubiera sido sugerido por el rey mam. La ejecución de los reyes quichés fue considerada injusta. La sugerencia por parte de los quichés de marchar contra los mames en Zaculeu fue rápidamente adoptada por los españoles.
En la época de la conquista, la mayor concentración de la población mam se situaba en Xinabahul (también escrito como Chinabjul), hoy la ciudad de Huehuetenango, pero las fortificaciones de Zaculeu fueron utilizadas como refugio durante la conquista. En 1525, Zaculeu fue atacado por Gonzalo de Alvarado y Contreras, hermano del conquistador Pedro de Alvarado, con una caballería de 40 hombres montados, 80 soldados de infantería españoles, y unos 2000 aliados mexicanos y quichés. Gonzalo de Alvarado salió del campamento español de Tecpán Guatemala en julio de 1525 y marchó a la ciudad de Totonicapán, que utilizaría como base de suministro. Desde Totonicapán la expedición se dirigió hacia el norte a Momostenango, aunque se retrasó por las fuertes lluvias. Momostenango cayó rápidamente a los españoles después de una batalla de cuatro horas. Al día siguiente, Gonzalo de Alvarado marchó hacia Huehuetenango pero fue enfrentado por un ejército de 5000 guerreros mames de Malacatán (actualmente conocido como Malacatancito). El ejército mam avanzó por la planicie en formación de batalla y fue confrontado con una carga de caballería española que causó mucha confusión y caos, con la infantería haciéndose cargo de los guerreros mames que sobrevivieron a la caballería. Gonzalo de Alvarado dio muerte con su lanza al líder mam Canil Acab, rompiendo la resistencia del ejército mam, tras el cual los guerreros sobrevivientes huyeron en los cerros. Alvarado no encontró oposición al entrar en Malacatán, descubriendo que la ciudad sólo estaba ocupada por los enfermos y los ancianos. Mensajeros de los líderes de la comunidad llegaron desde los cerros y ofrecieron su rendición incondicional, la que fue aceptada por Alvarado. El ejército español descansó unos días y luego siguió adelante a Huehuetenango sólo para encontrar la ciudad desierta. Kayb'il B'alam había recibido la noticia del avance de los españoles y se había retirado a su fortaleza en Zaculeu. Alvarado envió un mensaje a Zaculeu, proponiendo los términos para la rendición pacífica del rey mam, quien optó por no responder.
Zaculeu fue defendida por Kayb'il B'alam al mando de unos 6000 guerreros provenientes de Huehuetenango, Zaculeu, Cuilco e Ixtahuacán. La fortaleza estaba rodeada por profundos barrancos en tres lados y defendida por un formidable sistema de muros y zanjas. A pesar de ser ampliamente superado en número de dos a uno, Gonzalo de Alvarado decidió atacar el acceso norte de Zaculeu donde se encontraba la parte más débil de la defensa. Inicialmente los defensores mantuvieron su control sobre los accesos septentrionales contra la infantería española, pero se retiraron ante repetidas cargas de la caballería. Aunque la defensa mam fue reforzada por unos 2000 guerreros del núcleo de Zaculeu, se dieron cuenta de que no pudieron rechazar a los españoles fuera de la fortaleza. Al ver que una victoria final en un campo de batalla abierto no era posible, Kayb'il B'alam retiró a su ejército dentro la seguridad de las murallas de Zaculeu. Como las fuerzas de Alvarado se atrincheraron y pusieron sitio a la fortaleza, un ejército de relieve mam, contando unos 8000 guerreros procedentes de pueblos aliados con Kayb'il B'alam, descendió sobre Zaculeu desde la sierra de los Cuchumatanes en el norte. Alvarado dejó la supervisión del asedio a Antonio de Salazar y marchó hacia el norte para enfrentarse al ejército mam. El ejército mam era capaz de medirse con la infantería española y sus aliados, pero estaba desorganizado y vulnerable a las repetidas cargas de la experimentada caballería española. El ejército de relieve se rompió y fue aniquilado, lo que permitió a Alvarado de volver a reforzar el cerco de Zaculeu. Después de varios meses, los mames se vieron reducidos a la hambruna. Finalmente Kayb'il B'alam, rindió la ciudad a los españoles a mediados de octubre de 1525. Cuando los españoles entraron en la fortaleza, encontraron mil ochocientos nativos muertos, con los sobrevivientes comiendo los cadáveres para sobrevivir. Después de la caída de Zaculeu, una guarnición española se estableció en Huehuetenango, bajo el mando de Gonzalo de Solís. Gonzalo de Alvarado regresó a Tecpán Guatemala para informar su hermano de su victoria.
La ciudad de Huehuetenango fue fundada por Gonzalo de Alvarado en 1524 al finalizar la conquista de la antigua capital precolombina de los mames: Zaculeu que significa Tierra Blanca. Mucha gente descendiente de los mames, aún vive en los municipios aledaños al Municipio de Huehuetenango y las ruinas del antiguo centro ceremonial de Zaculeu constituyen una atracción turística ubicada a cuatro kilómetros del parque Central de la ciudad.
Durante la conquista, los indígenas tlaxcaltecas y mexicas que acompañaban a los españoles, le cambiaron el nombre por Ueuetenango que algunos interpretan como lugar de los viejos, aunque posiblemente le llamaron así por la abundancia del árbol llamado sabino, que abunda en los márgenes del río Selegua y que en México se conoce como ahuehuetle, por lo que los mexicanos lo llamaron ahuehuetes, o sea Ahuehuetenango, que posteriormente se cambió por Ueuetenango, Vevetenango, Güegüetenango, hasta llegar a lo que hoy se conoce como Huehuetenango.

### Tras la Independencia de Centroamérica
El Estado de Guatemala fue definido de la siguiente forma por la Asamblea Constituyente de dicho estado que emitió la constitución del mismo el 11 de octubre de 1825: «el estado conservará la denominación de Estado de Guatemala y lo forman los pueblos de Guatemala, reunidos en un solo cuerpo.  El estado de Guatemala es soberano, independiente y libre en su gobierno y administración interior.»
Huehuetenango permaneció unido al departamento de Totonicapán durante todo el período hispánico y por ellos la región formó parte del departamento de Totonicapán/Huehuetenango ue se creó en 1825, su cabecera era Totonicapán e incluía a Momostenango, Nebaj, Huehuetenango, Malacatán, Soloma, Jacaltenango, y Cuilco.
La Municipalidad de Huehuetenango solicitó al jefe de Estado de Guatemala, en 1826, la formación de un nuevo departamento con los pueblos que históricamente formaban el Partido de Huehuetenango, pero no se logró nada, debido probablemente a los trastornos políticos de esa época.

### El Estado de Los Altos
Al organizarse por segunda vez en 1838 el Estado de Los Altos, se reunieron de nuevo bajo aquella denominación política y siempre dentro de la Federación Centroamericana, los pueblos que componían los entonces departamentos de Sololá, Totonicapán y Quetzaltenango, señalándose como territorio, el mismo con que figuraban en las cartas geográficas levantadas en 1832 por Miguel Rivera Maestre, mencionándose al departamento de Güegüetenango, según se lee en el decreto de la Asamblea Constituyente del Estado, emitido el 26 de mayo de 1839.
Pero la vida del Estado de Los Altos de los liberales fue efímera, cuando fue retomado por la fuerza por el líder conservador Rafael Carrera.
Tras la muerte del presidente vitalicio Carrera en 1865, el presidente de la República, mariscal Vicente Cerna y Cerna, emitió el decreto del 8 de mayo de 1866, por medio del cual se acordó que a los territorios de San Marcos, Huehuetenango, Petén, Izabal y Amatitlán, que habían conservado la denominación de distrito, se les diera en lo sucesivo la de departamento. A partir de entonces, la cabecera del departamento, ha sido la ciudad de Huehuetenango, salvo un período de pocos años, en que fue trasladada a la vecina Villa de Chiantla durante el gobierno del general Justo Rufino Barrios.
Durante la Revolución Liberal de 1871, Chiantla aportó recursos y hombres agrupados en lo que se conoció como «El Batallón Chiantleco», lo que fue premiado por el dictador Barrios, adicionando territorio y concediendo a «los milicianos de Chiantla», gran parte del área de la meseta de Los Cuchumatanes y el territorio de Unión Cantinil.  Durante el corto período comprendido entre 1881 y la muerte del general Barrios en 1885, la cabecera del departamento fue Chiantla. Por otra parte, dicho traslado de Cabecera Departamental constituyó represalia contra la población de Huehuetenango, debido a que Barrios fue rechazado durante la revolución por los pobladores de la ciudad, siendo herido gravemente. De esta cuenta, durante algunos años se mantuvo un sentimiento de rivalidad entre los habitantes de ambos pueblos, rivalidades que han quedado en el olvido en el siglo XXI.

### Franja Transversal del Norte y guerra civil

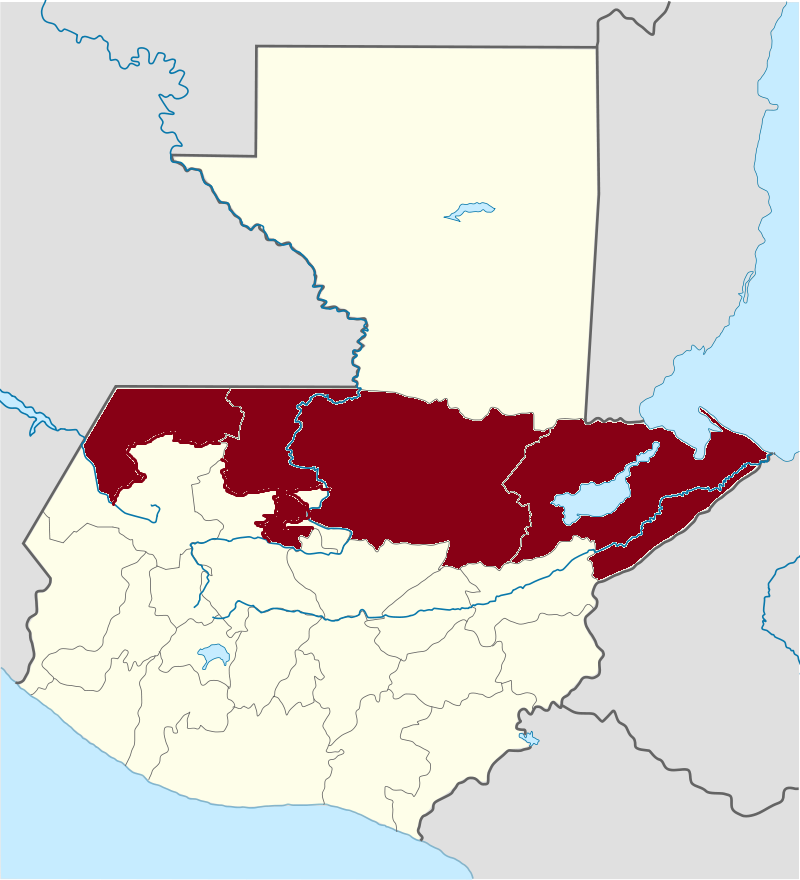
Mapa de la Franja Transversal del Norte, establecida en 1970 y en donde hubo fuertes combates durante la Guerra Civil de Guatemala entre el Ejército Guerrillero de los Pobres y el Ejército de Guatemala debido a las riquezas petroleras de la zona de Huehuetenango y de Ixcán, Quiché.

El área era mayormente tierras baldías y nacionales, considerada por los pueblos ixiles como zonas de reserva y cacería, donde había muy pocos poblados.  Durante el gobierno de Justo Rufino Barrios (1873-1885) se entregaron tierras a milicianos de los municipios de Chiantla y Malacantico de Huehuetenango, pero por el difícil acceso, las tierras no fueron ocupadas sino hasta en 1964.
Tras la contrarrevolución de 1954, el gobierno guatemalteco creó el Consejo de Planificación Económica (CNPE) y empezó a utilizar estrategias de libre mercado, asesorado por el Banco Mundial y la Administración de Cooperación Internacional (ICA) del gobierno de los Estados Unidos.  El CNPE y la ICA creó la Dirección General de Asuntos Agrarios (DGAA) la cual se encargó de desmantelar y anular los efectos del Decreto 900 de Reforma Agraria del gobierno de Jacobo Árbenz Guzmán.  La DGAA se encargó de la faja geográfica que colindaba con el límite departamental de Petén y las fronteras de Belice, Honduras y México, y que con el tiempo se llamaría Franja Transversal del Norte (FTN).
En 1962, la DGAA se convirtió en el Instituto Nacional de Transformación Agraria (INTA), por el decreto 1551 que creó la ley de Transformación Agraria.  En 1964, el INTA definió la geografía de la FTN como la parte norte de los departamentos de Huehuetenango, Quiché, Alta Verapaz e Izabal y ese mismo año sacerdotes de la orden Maryknoll y de la Orden del Sagrado Corazón iniciaron el primer proceso de colonización, junto con el INTA, llevando a pobladores de Huehuetenango al sector de Ixcán en Quiché. Cuatro años después, ya se habían conformado seis parcelamientos:
- Mayalán
- Xalbal
- La Resurrección
- La Unión
- Selva Reina
- Los Ángeles[21]

Los parcelamientos formaron la Cooperativa Ixcán Grande el 1 de enero de 1970.  En esos tiempos el sector Ixcán estaba formado por tierras de los municipios de Barillas, Huehuetenango y de Chajul y Uspantán en Quiché.  Los descendientes de los adjudicatarios del gobierno de Justo Rufino Barrios también se establecieron en el lugar, formando las aldeas Valle Candelaria y Santa María Candelaria, entre los ríos Ixcán y Xalbal.

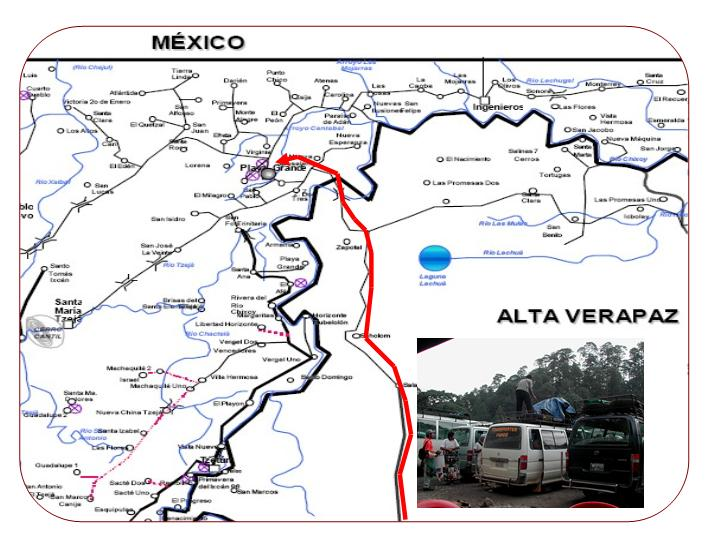
Mapa del sector Ixcán al norte del departamento de Quiché en Guatemala.

El INTA siguió colonizando; y en 1970 el gobierno del general Carlos Arana Osorio declaró la zona como zona de desarrollo agrario por el decreto n.º 60-70, que oficialmente creó la Franja Transversal del Norte (FTN); en la FTN estaban incluidos los municipios: Santa Ana Huista, San Antonio Huista, Nentón, Jacaltenango, San Mateo Ixtatán, y Santa Cruz Barillas en Huehuetenango; Chajul y San Miguel Uspantán en el Quiché; Cobán, Chisec, San Pedro Carchá, Lanquín, Senahú, Cahabón y Chahal, en Alta Verapaz y la totalidad del departamento de Izabal.»
En 1976, cuando el presidente Kjell Eugenio Laugerud García llegó a visitar la cooperativa Mayalán en el sector de Ixcán, Quiché, el cual se había formado apenas diez 12 años antes, dijo: «Mayalán está asentada en la cima del oro», dejando entrever que la Franja Transversal del Norte ya no sería dedicada a la agricultura ni al movimiento cooperativista, sino que sería utilizada por objetivos estratégicos de explotación de recursos naturales, especialmente petróleo y minerales.. Para entonces, militares, empresarios y políticos empezaron a obtener tierras en la región de la FTN.. Tras esa visita presidencial, las petroleras Basic Resources y Shenandoah Oil realizaron exploraciones en tierras de Xalbal, muy cerca de Mayalán, donde perforaron el pozo «San Lucas» con resultados infructuosos.
La actividad guerrillera del Ejército Guerrillero de los Pobres, aunque fue derrotado por la fuerte contraofensiva del Ejército entre 1980 y 1983, impidió que el gobierno de Guatemala y sus aliados explotaran las reservas naturales de la Franja Transversal del Norte. Tras el derrocamiento de Lucas García el 23 de marzo de 1982, subió al poder un triunvirato militar encabezado por el general Efraín Ríos Montt, junto con los coroneles Horacio Maldonado Shaad y Francisco Gordillo.

## Geografía

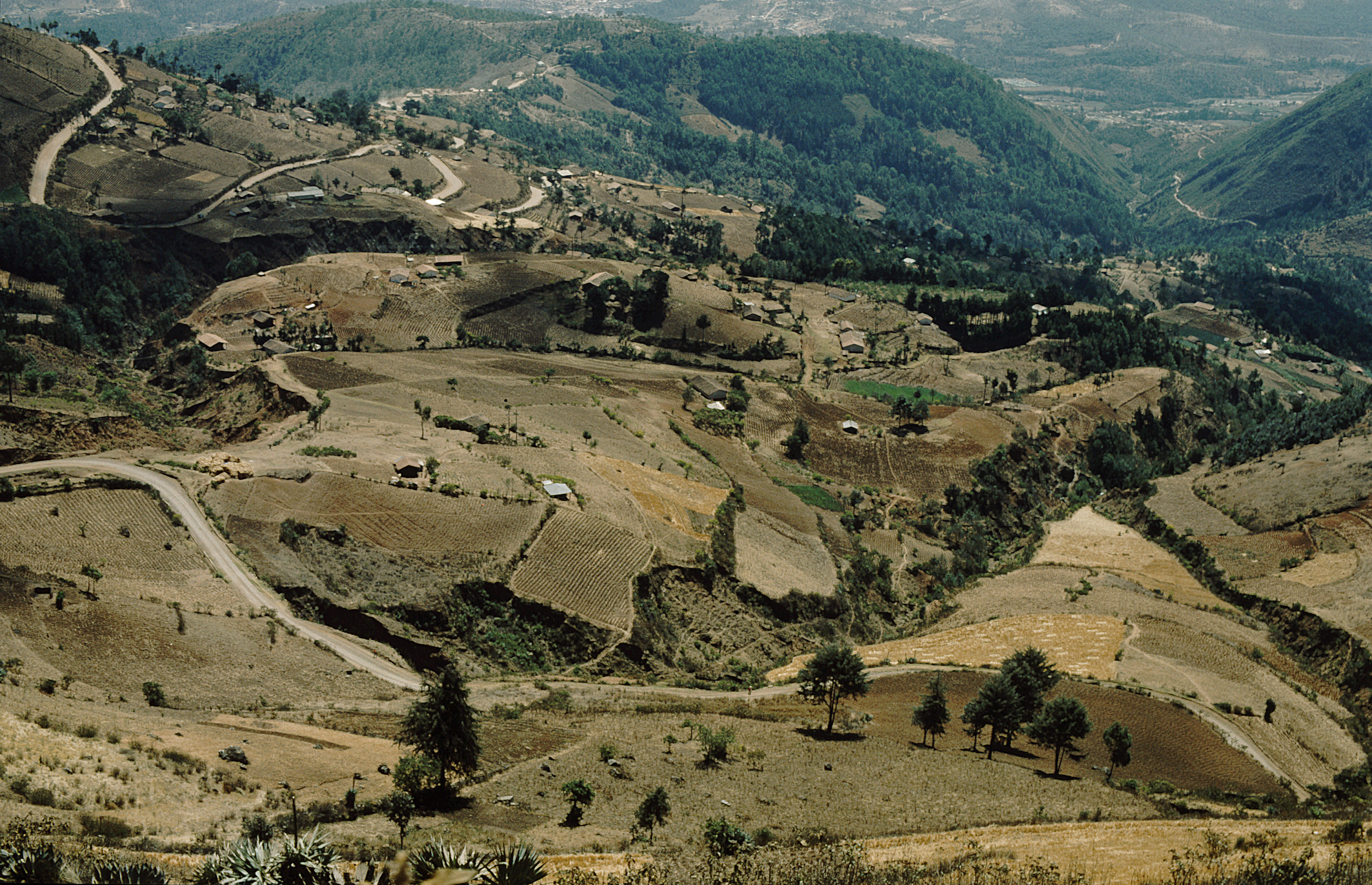
Vista del paisaje de Todos Santos, Guatemala.

### Hidrografía
La extensa sierra de los Cuchumatanes separa las vertientes del departamento en dos ramas: suroeste y noroeste, que corren en curso tortuoso, llevando sus aguas al golfo de México por dos canales principales, el río Usumacinta y el de Chiapas. De las tres corrientes que pueden considerarse principales que forman el Usumacinta, dos nacen en Huehuetenango que son: el río Chixoy o Negro y el río Lacantún. El sistema hidrográfico de esta región comprende, por consiguiente tres grupos: el río Chixoy o Negro, el río Lacantún, así como los afluentes y orígenes del río de Chiapas, los ríos Cuilco y Selegua; estos 2 ríos alimentan las dos represas hidroeléctricas más grandes de Chiapas y de las más grandes de todo México, Presa de la Angostura y Presa del Sumidero, que producen una gran cantidad de energía eléctrica.
El río San Juan, cuyas aguas son extremadamente frías, nace aproximadamente a 2 km de Aguacatán y corre de norte a sur y en su recorrido incluye la quebrada Chex. Más adelante, al este de la cabecera, en la aldea llamada Río San Juan se une al río Bucá que a su vez origina el río Blanco.
En este departamento, se encuentran algunas lagunas de importancia, como lo son: Muxbal, Magdalena, Ocubilá, Yolnabaj y Laguna Seca.
Cabe mencionar como dato importante, que las afluencias de los ríos huehuetecos, Selegua, Cuilco, Nentón, Lagartero, Azul y Huista, conforman en el territorio mexicano de Chiapas, cuencas hidrográficas extensas constituyendo la mayor generación de electricidad vía hidroeléctrica, con las represas del Cañón del Sumidero y la Angostura, generando electricidad para todo el sur oriente de México, con tanta oferta que el excedente será interconectado a Guatemala y Centroamérica muy pronto.

### Orografía

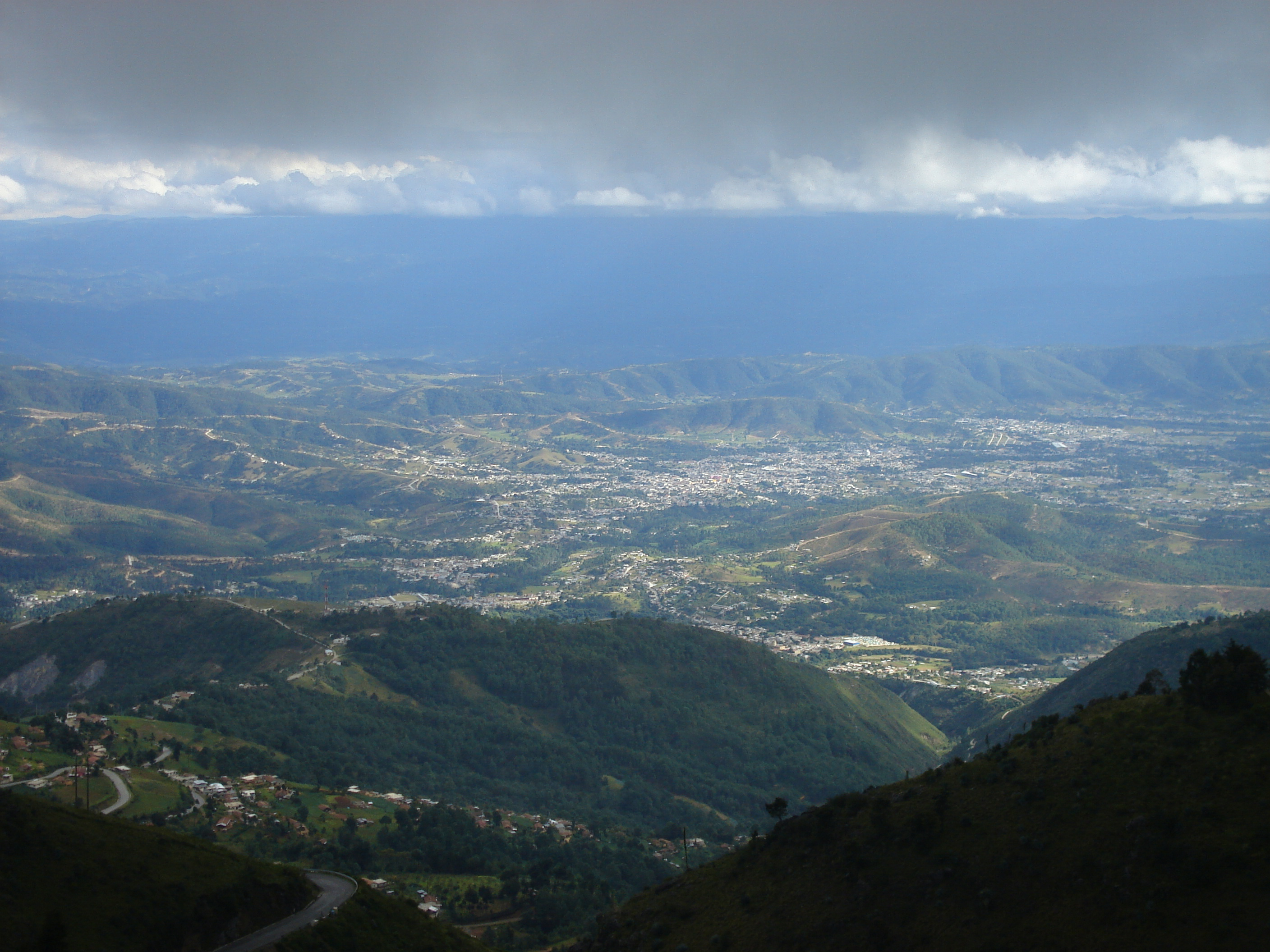
Vista de la ciudad de Huehuetenango y el valle que la rodea desde la carretera a Los Cuchumatanes (Ruta Nacional 9N)

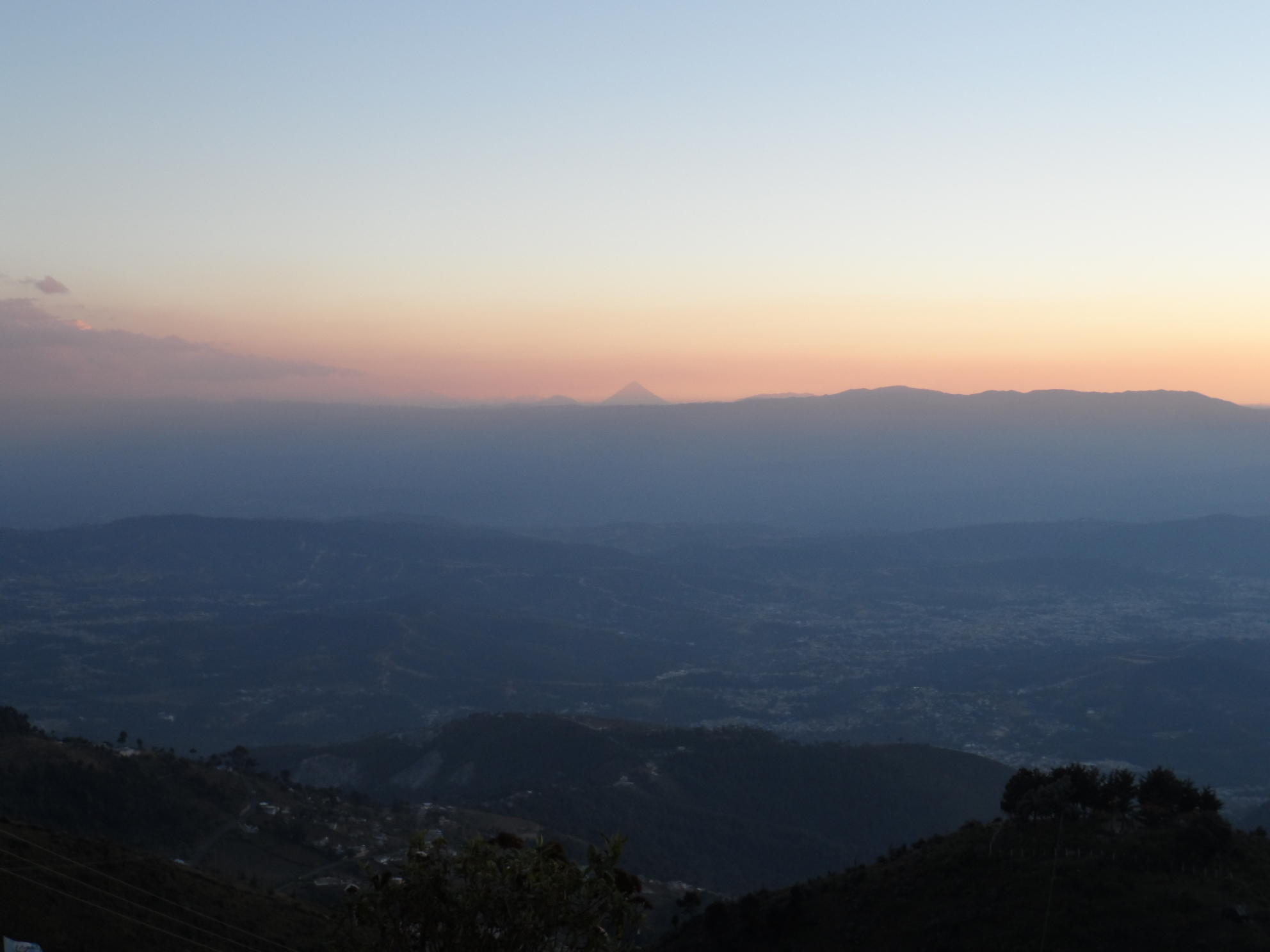
Atardecer en el Mirador, los Cuchumatanes, departamento de Huehuetenango.

El territorio de Huehuetenango es montañoso, atravesado por un sistema orográfico cuyo eje es la Sierra Madre, sus intrincadas ramificaciones hacen el suelo irregular, áspero, caprichoso; con altísimas cumbres que se cubren a veces de escarcha en la estación fría, así como dilatadas llanuras y campiñas de templado a ardoroso temperamento; con profundos precipicios y angosturas, despeñaderos y barrancos, suaves colinas, vegas y praderas, caudalosos ríos, lagunas, bosques y selvas.
De la cordillera llamada comúnmente de Los Andes, se desprende en primer término un extenso ramal que se dilata por todo el departamento. Es conocido como sierra de los Cuchumatanes, llegando a sus máximas elevaciones en Todos Santos Cuchumatán, Xémal y Chancol.
Con excepción de las montañas de Cuilco y de los cerros secundarios al sur de la sierra, separados de ésta por el valle del río Selegua, puede decirse que los Cuchumatanes son los que integran toda la formación montañosa y áspera del departamento.

### Zonas de Vida Vegetal
Este departamento, por la topografía del terreno, posee variedad de climas y por ende sus zonas de vida son diversas, por lo que se identifican siete zonas de vida según la clasificación propuesta por Holdridge, las cuales son:
- bs-S Bosque Seco Subtropical
- bh-S (t) Bosque Húmedo Subtropical Templado
- bh-S© Bosque Húmedo Subtropical Cálido
- bmh-S© Bosque Muy Húmedo Subtropical Cálido
- bh-MB Bosque Húmedo Montano Bajo Subtropical
- bmh-MB Bosque Muy Húmedo Montano Bajo Subtropical
- bmh-M Bosque Muy Húmedo Montano Subtropical.

Sobresalen en este departamento, dos zonas de vida: La zona de bosque húmedo Montano bajo subtropical y la zona de bosque muy húmedo Montano bajo subtropical.

### Áreas protegidas
Huehuetenango, aún no cuenta con áreas protegidas declaradas, pero en la actualidad, se encuentra en estudio el de la sierra de los Cuchumatanes, para que sea declarada como área protegida, incluyendo sus zonas de amortiguamiento.

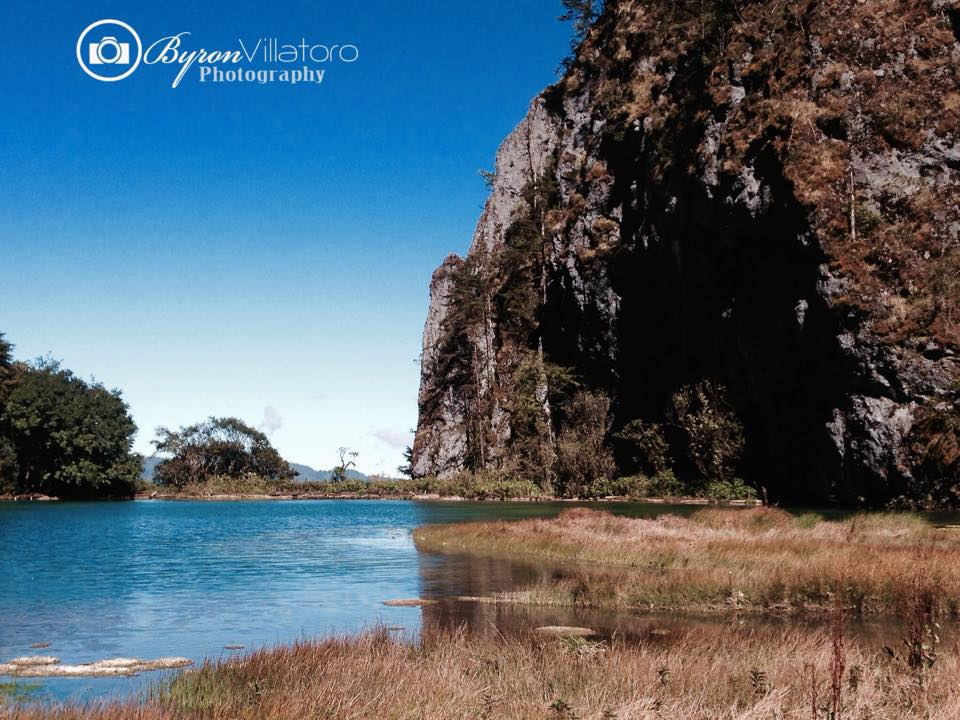
Laguna Magdalena por Byron Villatoro 17-01-2015

Laguna denominada Magdalena, la cual cuenta la leyenda una familia de San Juan Ixcoy llegó a instalarse a ese lugar por necesidad del vital líquido, y en la familia estaba una joven llamada magdalena que cada vez que llenaba su cántaro veía en el fondo joyas y piedras preciosas, la cual en una ocasión fue al pozo a traer agua y no regreso, cuenta la leyenda que fue desaparecida por una gran nube y los habitantes del lugar la ven al centro de la laguna peinándose entre las nubes.

### Vías de comunicación
Su principal vía de comunicación con la capital lo constituye la carretera Interamericana o CA-1. Parte de La Mesilla en la frontera con México y se une con San Cristóbal Totonicapán con el sistema vial del país, en el lugar conocido como cuatro caminos. Además hay otras carreteras que comunican la cabecera departamental con todos sus municipios.
Para comunicar con el Departamento de El Quiché, se cuentan con 2 carreteras nuevas y asfaltadas, una partiendo de Buenos Aires, Chiantla, pasando por la cabecera de Aguacatán llegando hasta el municipio de Sacapulas y de allí hacia la cabecera departamental de El Quiché (tiempo en vehículo 2 horas). La segunda, es saliendo por la aldea Piedras Negras y Chiquiliabaj, pasando por aldea Río Negro, se llega al municipio de San Pedro Jocopilas y de allí en 15 minutos está en la cabecera de El Quiché (tiempo en vehículo: 90 minutos).

### Geología
En Huehuetenango, se pueden encontrar en gran parte de su territorio, carbonatos neocomianos-campanianos que incluye formaciones Cobán, Ixcoy, campur, Sierra Madre y grupo Yojoa (KSd). Así mismo, también se encuentran rocas del período paleozoico, donde predominan las rocas metamórficas sin dividir, filitas, esquistas cloríticas y granatíferos, esquistos y gnesses de cuarzo (Pzm). También es una zona donde predominan las fallas geológicas, que se pueden observar gran cantidad de ellas.

## Economía

### Minería
La Compañía Minera de Huehuetenango extraía plomo en minas de San Miguel Acatán, desde finales de la década del 40.  La compañía integraba el Grupo minero Hoover, cuya cabeza era Allan Hoover, hijo del expresidente de Estados Unidos, Herbert Hoover. Allan Hoover, también era presidente de la Minera de Guatemala, la cual extraía plomo en las minas de Caquipec, en el municipio de San Juan Chamelco, Alta Verapaz. 
William Jolly Hill, vicepresidente de la Minera de Huehuetenango entre 1950-1954 quien firmó el contrato entre la minera y el Ministerio de Economía del gobierno del presidente Jacobo Arbenz Guzmán, dando lugar al Decreto del Congreso de la República 076015, el cual sirvió para regular la explotación de las minas en Guatemala.
Entre los capitalistas guatemaltecos vinculados a la Minera de Huehuetenango se encontraba Alejandro Arenales, un abogado de las familias elites cafetaleras del siglo XIX, tenía una estrecha relación con los Skinner Klee, otra familia de abogados y cafetaleros y diplomáticos guatemaltecos.  La explotación de plomo llegó a ser vital para los estadounidenses, que anunciaron un contrato con la Minera de Huehuetenango por 26 250 toneladas adicionales de lingotes de plomo para entre a cinco años, empezando en 1954; el contrato establecía financiamiento de cuatrocientos mil dólares para ampliar las instalaciones de la minera a la vez que representaba una entrada millonaria misma, pues el precio de la libra de plomo se fijó entre 17 y 20 centavos de dólar por libra.
A principios de 1954 las instalaciones de la mina se incendiaron y la compañía tuvo que despedir a 700 empleados; poderosos intereses estadounidenses intervinieron para rescatar la mina: tras el derrocamiento de Arbenz, la embajada de Estados Unidos en Guatemala y el Departamento de Estado presionaron a un banco privado para que otorgara un préstamo por trescientos catorce mil dólares a la mina.  Henry Holland, el secretario adjunto de Estado para Asuntos Interamericanos, y Herbert Hoover, Jr. subsecretario de Estado, presionaron al banco de tal modo, que el 10 de febrero de 1955 este aprobó el préstamo par ala minera.

### Uso actual de la tierra
En el departamento de Huehuetenango por su condición de terreno montañoso y variedad de climas, se encuentran cultivos para tierra caliente y templada, como también para clima frío. Entre los de clima cálido y templado, se encuentran: café, caña de azúcar, tabaco, chile, yuca, achiote y gran variedad de frutas; y entre los cultivos de clima frío están: los cereales como el trigo, cebada, papa, alfalfa, frijol, algunas verduras, hortalizas, árboles frutales propios del lugar, etc.. Además por las cualidades con que cuenta el departamento, algunos de sus habitantes se dedica a la crianza de varias clases de ganado destacándose el ovino, entre otros; dedicando parte de estas tierras para el cultivo de diversos pastos que sirven de alimento a los mismos.

### Capacidad productiva de la tierra
A través de estas formas o prácticas, se han clasificado los niveles de productividad de la tierra, siendo para Guatemala 8 los niveles de clasificación.
En Huehuetenango predominan 3 niveles que son:
- El nivel VI consta de tierras no cultivables, salvo para cultivos perennes y de montaña, principalmente para fines forestales y pastos, con factores limitantes muy severos, con profundidad y rocosidad, de topografía ondulada fuerte y quebrada, y fuerte pendiente.

- El nivel VII abarca las tierras no aptas para el cultivo, aptas sólo para fines o uso de explotación forestal, de topografía muy fuerte y quebrada con pendiente muy inclinada.

- El nivel VIII que son tierras no aptas para todo cultivo, aptas solo para parques nacionales, recreación y vida silvestre, y para protección de cuencas hidrográficas, con topografía muy quebrada, escarpada o playones inundables.

## Educación

### Colegios en Huehuetenango
Royal American School
El colegio privado mixto completamente bilingüe. Mientras que es uno de los colegios más recientes, fundado en el 2005. Es catalogado como uno de los colegios con el mejor inglés de la región. Esto se debe al sistema avanzado de CIAV, el cual permite que los alumnos puedan salir de tercero básico con el título de Maestro del idioma inglés. Este también trabaja con el sistema de enseñanza Montessori, el cual permite que la muy buena motricidad recibida por los niños en su temprana edad les permita tener una facilidad para los siguientes años estudiantiles. El colegio cuenta con todas las festividades guatemaltecas y estadounidenses. Los estudiantes también son fomentados a participar en los diversos equipos deportivos del colegio, ya que cuenta con: baloncesto, tenis de campo y fútbol. Las canchas deportivas están completamente equipadas para la práctica de estos deportes. El colegio se encuentra en: 4.ª Av. 0-08, zona 5, Colonia Alvarado.

### Universidades en Huehuetenango
1. Universidad de San Carlos de Guatemala
2. Universidad Da Vinci
3. Universidad Mariano Gálvez
4. Universidad Rafael Landívar  Archivado el 21 de marzo de 2020 en Wayback Machine.
5. Universidad Rural de Guatemala
6. Universidad Galileo
7. Universidad Panamericana
8. Universidad de Occidente  Archivado el 21 de marzo de 2020 en Wayback Machine.
9. Universidad InterNaciones Innovagro

## División política
El departamento de Huehuetenango cuenta con 33 municipios que son:
| 1. Aguacatán 2. Chiantla 3. Colotenango 4. Concepción Huista 5. Cuilco 6. Huehuetenango 7. Jacaltenango 8. La Democracia 9. La Libertad 10. Malacatancito 11. Nentón 12. Petatán (creado el 27 de octubre de 2015) 13. San Antonio Huista 14. San Gaspar Ixchil 15. San Ildefonso Ixtahuacán 16. San Juan Atitán 17. San Juan Ixcoy 18. San Mateo Ixtatán 19. San Miguel Acatán 20. San Pedro Nectá 21. San Pedro Soloma 22. San Rafael La Independencia 23. San Rafael Petzal 24. San Sebastián Coatán 25. San Sebastián Huehuetenango 26. Santa Ana Huista. 27. Santa Bárbara 28. Santa Cruz Barillas 29. Santa Eulalia 30. Santiago Chimaltenango 31. Tectitán 32. Todos Santos Cuchumatán 33. Unión Cantinil (creado el 11 de agosto de 2005) |

### Población de Huehuetenango según municipios
| N. | Municipio                   | Población (2018) |
| -- | --------------------------- | ---------------- |
| 1  | Huehuetenango               | 117,818          |
| 2  | Santa Cruz Barillas         | 100,849          |
| 3  | Chiantla                    | 87,447           |
| 4  | Cuilco                      | 60,395           |
| 5  | La Democracia               | 55,434           |
| 6  | Aguacatán                   | 49,607           |
| 7  | San Pedro Soloma            | 49,030           |
| 8  | Nentón                      | 45,679           |
| 9  | San Ildefonso Ixtahuacán    | 44,424           |
| 10 | San Mateo Ixtatán           | 43,810           |
| 11 | Santa Eulalia               | 39,025           |
| 12 | San Pedro Nectá             | 38,510           |
| 13 | La Libertad                 | 38,234           |
| 14 | Jacaltenango                | 37,171           |
| 15 | Colotenango                 | 34,834           |
| 16 | Santa Bárbara               | 33,608           |
| 17 | San Sebastián Huehuetenango | 32,608           |
| 18 | Todos Santos Cuchumatán     | 30,186           |
| 19 | San Miguel Acatán           | 27,128           |
| 20 | San Juan Ixcoy              | 23,204           |
| 21 | San Sebastián Coatán        | 20,905           |
| 22 | San Juan Atitlán            | 19,418           |
| 23 | Malacatancito               | 19,155           |
| 24 | Concepción Huista           | 18,915           |
| 25 | San Antonio Huista          | 16,697           |
| 26 | Unión Cantinil              | 15,900           |
| 27 | San Rafael La Independencia | 14,149           |
| 28 | San Rafael Pétzal           | 11,271           |
| 29 | Tectitlán                   | 10,830           |
| 30 | Santiago Chimaltenango      | 10,507           |
| 31 | Santa Ana Huista            | 9,413            |
| 32 | San Gaspar Ixchil           | 8,142            |
| 33 | Petatán                     | 6,366            |
| -  | Huehuetenango               | 1,170,669        |

## Desarrollo
El informe de desarrollo humano publicado en 2022, La celeridad del cambio, una mirada territorial del desarrollo humano 2002 – 2019, donde se observó el cambio y el avance que ha habido en el país entre 2002 y 2019 . El Departamento de Huhuetenango se ubica en el vigesímo puesto entre los 22 departamentos de Guatemala. Huhuetenango presenta un importante rezago comparado con otros departamentos con un desarrollo similar en 2002 de 0,452 a 0,567 en 2018. Huhuetenango tiene 1 municipio en IDH Alto , 18 municipio en IDH Medio y 14 en IDH Bajo. Siendo Huehuetenango el más alto con 0,729 y San Miguel Acatán el más bajo con 0,506
| N. | Municipio                   | IDH 2018 | IDH 2002 |
| -- | --------------------------- | -------- | -------- |
| 1  | Huehuetenango               | 0,729    | 0,659    |
| 2  | Jacaltenango                | 0,668    | 0,556    |
| 3  | Santa Ana Huista            | 0,646    | 0,547    |
| 4  | Malacatancito               | 0,629    | 0,532    |
| 5  | San Antonio Huista          | 0,626    | 0,543    |
| 6  | La Democracia               | 0,595    | 0,512    |
| 7  | San Rafael Pétzal           | 0,594    | 0,495    |
| 8  | Petatán                     | 0,585    | 0,444    |
| 9  | Aguacatán                   | 0,582    | 0,461    |
| 10 | San Pedro Necta             | 0,580    | 0,485    |
| 11 | Chiantla                    | 0,578    | 0,471    |
| 12 | San Ildefonso Ixtahuacán    | 0,575    | 0,466    |
| 13 | San Sebastián Huehuetenango | 0,570    | 0,442    |
| 14 | Tectitlán                   | 0,567    | 0,443    |
| 15 | Santiago Chimaltenango      | 0,562    | 0,457    |
| 16 | Santa Cruz Barillas         | 0,561    | 0,448    |
| 17 | La Libertad                 | 0,559    | 0,462    |
| 18 | San Pedro Soloma            | 0,559    | 0,468    |
| 19 | Cuilco                      | 0,553    | 0,465    |
| 20 | Nentón                      | 0,546    | 0,433    |
| 21 | Colotenango                 | 0,545    | 0,425    |
| 22 | Unión Cantinil              | 0,545    | 0,471    |
| 23 | Concepción Huista           | 0,543    | 0,444    |
| 24 | San Rafael La Independencia | 0,540    | 0,382    |
| 25 | Todos Santos Cuchumatán     | 0,535    | 0,411    |
| 26 | San Juan Ixcoy              | 0,534    | 0,404    |
| 27 | Santa Eulalia               | 0,534    | 0,406    |
| 28 | San Gaspar Ixchil           | 0,533    | 0,391    |
| 29 | San Sebastián Coatán        | 0,531    | 0,401    |
| 30 | San Juan Atitlán            | 0,525    | 0,355    |
| 31 | Santa Bárbara               | 0,506    | 0,353    |
| 32 | San Mateo Ixtatán           | 0,506    | 0,356    |
| 33 | San Miguel Acatán           | 0,502    | 0,344    |
| -  | Huehuetenango               | 0,567    | 0,452    |

| N. | Municipio                   | IDH Según Indicadores | IDH Según Indicadores | IDH Según Indicadores |
| N. | Municipio                   | Salud                 | Educación             | Nivel de Vida         |
| -- | --------------------------- | --------------------- | --------------------- | --------------------- |
| 1  | Huehuetenango               | 0,877                 | 0,620                 | 0,712                 |
| 2  | Jacaltenango                | 0,868                 | 0,532                 | 0,644                 |
| 3  | Santa Ana Huista            | 0,864                 | 0,485                 | 0,643                 |
| 4  | Malacatancito               | 0,809                 | 0,498                 | 0,618                 |
| 5  | San Antonio Huista          | 0,865                 | 0,450                 | 0,631                 |
| 6  | La Democracia               | 0,848                 | 0,411                 | 0,605                 |
| 7  | San Rafael Pétzal           | 0,835                 | 0,432                 | 0,581                 |
| 8  | Petatán                     | 0,829                 | 0,407                 | 0,594                 |
| 9  | Aguacatán                   | 0,796                 | 0,420                 | 0,591                 |
| 10 | San Pedro Necta             | 0,789                 | 0,426                 | 0,580                 |
| 11 | Chiantla                    | 0,778                 | 0,406                 | 0,611                 |
| 12 | San Ildefonso Ixtahuacán    | 0,771                 | 0,426                 | 0,579                 |
| 13 | San Sebastián Huehuetenango | 0,772                 | 0,422                 | 0,569                 |
| 14 | Tectitlán                   | 0,816                 | 0,391                 | 0,572                 |
| 15 | Santiago Chimaltenango      | 0,805                 | 0,376                 | 0,588                 |
| 16 | Santa Cruz Barillas         | 0,779                 | 0,399                 | 0,569                 |
| 17 | La Libertad                 | 0,815                 | 0,364                 | 0,589                 |
| 18 | San Pedro Soloma            | 0,818                 | 0,387                 | 0,552                 |
| 19 | Cuilco                      | 0,815                 | 0,360                 | 0,576                 |
| 20 | Nentón                      | 0,799                 | 0,355                 | 0,574                 |
| 21 | Colotenango                 | 0,783                 | 0,380                 | 0,530                 |
| 22 | Unión Cantinil              | 0,835                 | 0,329                 | 0,590                 |
| 23 | Concepción Huista           | 0,820                 | 0,359                 | 0,543                 |
| 24 | San Rafael La Independencia | 0,809                 | 0,357                 | 0,544                 |
| 25 | Todos Santos Cuchumatán     | 0,815                 | 0,349                 | 0,540                 |
| 26 | San Juan Ixcoy              | 0,761                 | 0,376                 | 0,533                 |
| 27 | Santa Eulalia               | 0,748                 | 0,375                 | 0,542                 |
| 28 | San Gaspar Ixchil           | 0,747                 | 0,364                 | 0,557                 |
| 29 | San Sebastián Coatán        | 0,823                 | 0,347                 | 0,524                 |
| 30 | San Juan Atitlán            | 0,844                 | 0,312                 | 0,549                 |
| 31 | Santa Bárbara               | 0,707                 | 0,339                 | 0,539                 |
| 32 | San Mateo Ixtatán           | 0,773                 | 0,316                 | 0,530                 |
| 33 | San Miguel Acatán           | 0,770                 | 0,313                 | 0,525                 |
| -  | Huehuetenango               | 0,805                 | 0,396                 | 0,576                 |

### Población que vive en el departamento según IDH
| N. | Municipio                   | IDH 2018 | Población | Según Desarrollo |
| -- | --------------------------- | -------- | --------- | ---------------- |
| 1  | Huehuetenango               | 0,729    | 117,818   | 117,818          |
| 2  | Jacaltenango                | 0,668    | 37,171    | 667,948          |
| 3  | Santa Ana Huista            | 0,646    | 9,413     | 667,948          |
| 4  | Malacatancito               | 0,629    | 19,155    | 667,948          |
| 5  | San Antonio Huista          | 0,626    | 16,697    | 667,948          |
| 6  | La Democracia               | 0,595    | 55,434    | 667,948          |
| 7  | San Rafael Pétzal           | 0,594    | 11,271    | 667,948          |
| 8  | Petatán                     | 0,585    | 6,366     | 667,948          |
| 9  | Aguacatán                   | 0,582    | 49,607    | 667,948          |
| 10 | San Pedro Necta             | 0,580    | 38,510    | 667,948          |
| 11 | Chiantla                    | 0,578    | 87,447    | 667,948          |
| 12 | San Ildefonso Ixtahuacán    | 0,575    | 44,424    | 667,948          |
| 13 | San Sebastián Huehuetenango | 0,570    | 32,608    | 667,948          |
| 14 | Tectitlán                   | 0,567    | 10,830    | 667,948          |
| 15 | Santiago Chimaltenango      | 0,562    | 10,507    | 667,948          |
| 16 | Santa Cruz Barillas         | 0,561    | 100,849   | 667,948          |
| 17 | La Libertad                 | 0,559    | 38,234    | 667,948          |
| 18 | San Pedro Soloma            | 0,559    | 49,030    | 667,948          |
| 19 | Cuilco                      | 0,553    | 60,395    | 667,948          |
| 20 | Nentón                      | 0,546    | 45,679    | 374,903          |
| 21 | Colotenango                 | 0,545    | 34,834    | 374,903          |
| 22 | Unión Cantinil              | 0,545    | 15,900    | 374,903          |
| 23 | Concepción Huista           | 0,543    | 18,915    | 374,903          |
| 24 | San Rafael La Independencia | 0,540    | 14,149    | 374,903          |
| 25 | Todos Santos Cuchumatán     | 0,535    | 30,186    | 374,903          |
| 26 | San Juan Ixcoy              | 0,534    | 23,204    | 374,903          |
| 27 | Santa Eulalia               | 0,534    | 39,025    | 374,903          |
| 28 | San Gaspar Ixchil           | 0,533    | 8,142     | 374,903          |
| 29 | San Sebastián Coatán        | 0,531    | 20,905    | 374,903          |
| 30 | San Juan Atitlán            | 0,525    | 19,418    | 374,903          |
| 31 | Santa Bárbara               | 0,506    | 33,608    | 374,903          |
| 32 | San Mateo Ixtatán           | 0,506    | 43,810    | 374,903          |
| 33 | San Miguel Acatán           | 0,502    | 27,128    | 374,903          |
| -  | Huehuetenango               | 0,567    | 0,567     | 0,567            |

## Costumbres y tradiciones

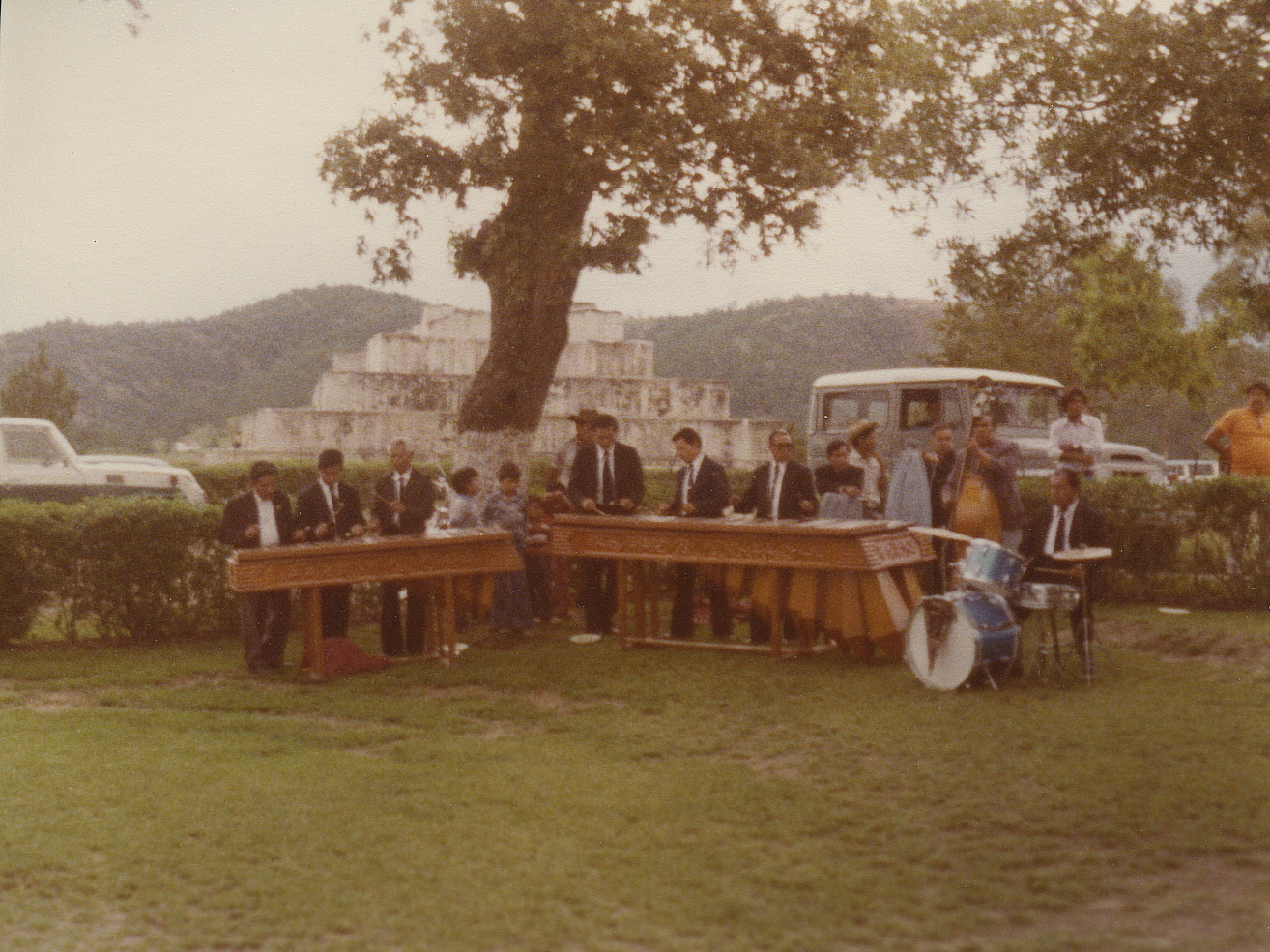
Marimba en las ruinas de Zaculeu, Guatemala.

Huehuetenango es un departamento rico en costumbres y tradiciones, ya que posee la mayor cantidad de municipios, cuyos pobladores son herederos directos del pueblo maya.
Posee sus propios grupos de danza tradicional, en que los bailadores representan escenas de la vida diaria, ritos alusivos a la fecha o acontecimientos especiales que van acompañados, la mayoría de las veces, de bandas musicales y de su instrumento de batalla: la marimba, de la cual son especialistas y la que en las fiestas no puede faltar.

### Serenatas huehuetecas
Una peculiar tradición consiste en lo que es conocido como la "tradicional serenata huehueteca" o "Serenata del día de los santos" que se da la noche del miércoles santo y la noche del 31 de octubre, víspera del Día de Todos los Santos. Esta tradición es única en el país y en ambas tanto el parque central como en otras zonas de la cabecera (cementerio general, la rotonda zona 1), en donde se puede disfrutar sabrosos platillos de comida típica: ponche, atol, tamales, enchiladas, los dulces de horno que son únicos en la gastronomía guatemalteca y propios de Huehuetenango, tortillas con carne de carnero o res y con chorizo o longanizas, entre otros, que le dan a esa noche un toque de riqueza y delicias gastronómicas, pero sobre todo la presentación de artistas a interpretar canciones, de diversos géneros musicales: boleros, música en marimba con melodías escritas por compositores huehuetecos y otros, la mayoría en música de antaño de recuerdo, algunas contemporáneas, siempre relacionadas al amor y conquista. La afluencia de personas en ambas es enorme, y los enamorados aprovechan la madrugada para llevar serenata a sus amadas siendo una tradición única y muy especial.
Para los enamorados, la "serenata huehueteca" es una tradición que resalta y que se celebra a cada año junto a las autoridades departamentales.

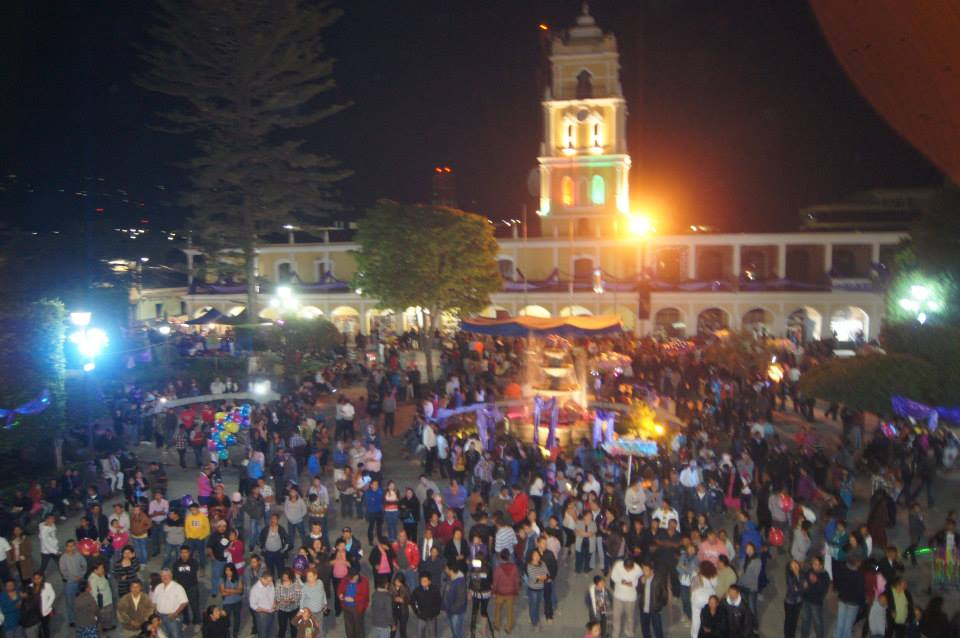
Celebración en el parque Central, el día Miércoles Santo

El día de la serenata dura aproximadamente 12 horas, es un día en que muchas familias tienen la oportunidad de unirse y compartir aquellos memorables momentos que se vivieron al lado del ser querido ausente o revivir aquellas aventuras llenas de emoción por conquistar a la mujer amada, en noches de escape se sentía la emoción de estar al pie del balcón interpretando canciones románticas, y ella toda con nervios sintiéndose especial al escuchar en la penumbra de la noche la voz de su amado.

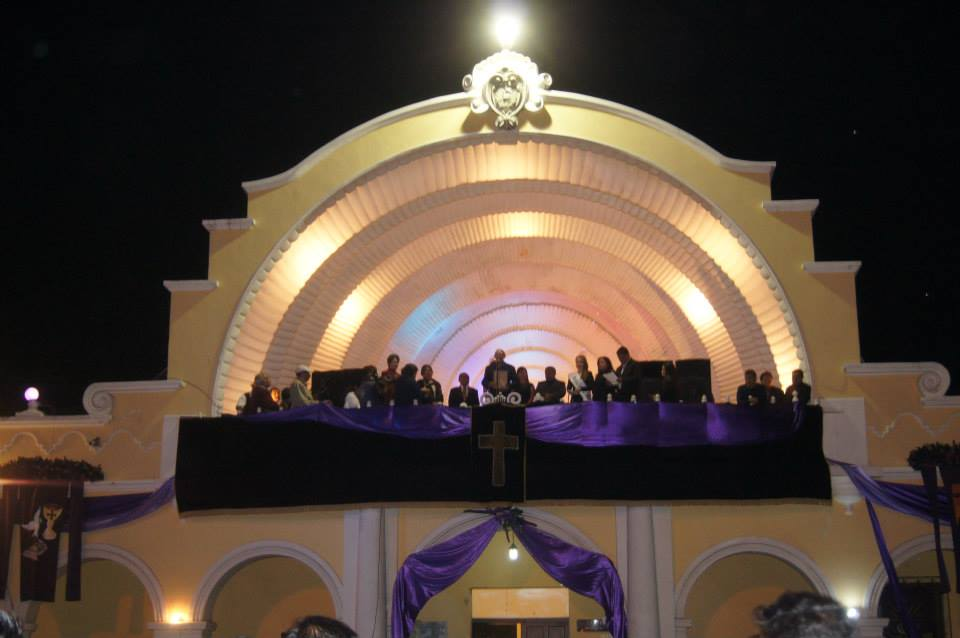
Corporación municipal y Reinas de Belleza

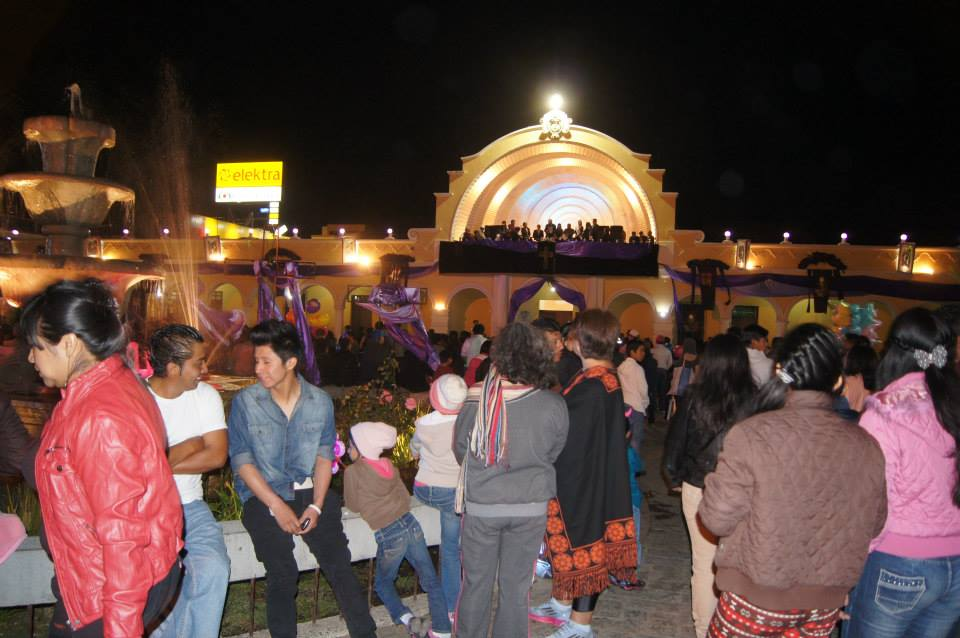
Discurso del alcalde municipal

### Otras tradiciones
Debido a su riqueza cultural, la tradición huehueteca se basa más en la palabra que en el documento escrito. Los consejos de ancianos poseen un valor trascendental, pues se consideran personas de profunda sabiduría, con experiencia para guiar la vida de la comunidad.
Aunque la mayoría de los indígenas son cristianos católicos, no han abandonado sus costumbres tradicionales, como lo demuestra la existencia de cofradías como las organizaciones civiles donde los dirigentes de las comunidades son los Principales, o sea aquellas personas que han sobresalido y alcanzado un estatus superior, por los servicios que durante muchos años han prestado tanto en la municipalidad como en las cofradías, haciéndose merecedores al respeto y obediencia del resto de la población.

## Feria Departamental
Esta feria es llamada "Fiestas Julias" comprendida del 12 al 18 de julio de cada año, en honor a la Virgen del Carmen, patrona de Huehuetenango. Dicha feria se caracteriza por la elección de Reina departamental, su alegre desfile hípico y desfiles de los establecimientos huehuetecos acompañados de talentosas bandas musicales del departamento, creativas carrozas que ponen en alto la creatividad de cada establecimiento e institución huehueteca.
Huehuetenango festeja a la Virgen del Carmen con procesiones, convites, alboradas, actos litúrgicos, fuegos pirotécnicos y música marimba.
Es importante saber que durante la semana de desfiles también se hace presente la participación de CONALFA, programa de alfabetización con adultos y con sede en los diferentes municipios; quienes en esa ocasión traen a la cabecera departamental actividades folclóricas, como danzas y gastronomía propia de sus municipios. El día sábado corresponde el desfile del nivel medio, en el cual también se hacen presentes diferentes bandas musicales que son invitadas, vienen de otros municipios y también participa una banda musical de Huehuetenango, la cual es muy conocida; su nombre: Sabor Latino. En el desfile de carrozas aparte de resaltar la creatividad de muchos huehuetecos, también se pone de manifiesto la belleza huehueteca, pues cada carroza es presentada por Reinas de diferentes establecimientos en sus distintos niveles, empresas y entidades huehuetecas.
La Virgen María, bajo la advocación del Carmen patrona de Huehuetenango, es la "Estrella del Mar", es decir a la que desde tiempos remotos se venera en el Carmelo. Madre de Dios y madre de todos. En su honor se celebran diferentes tipos de actividades, en las cuales todos los establecimientos se preparan para presentar desfiles desde el nivel primaria hasta las universidades, que rinden honor a la Virgen María.

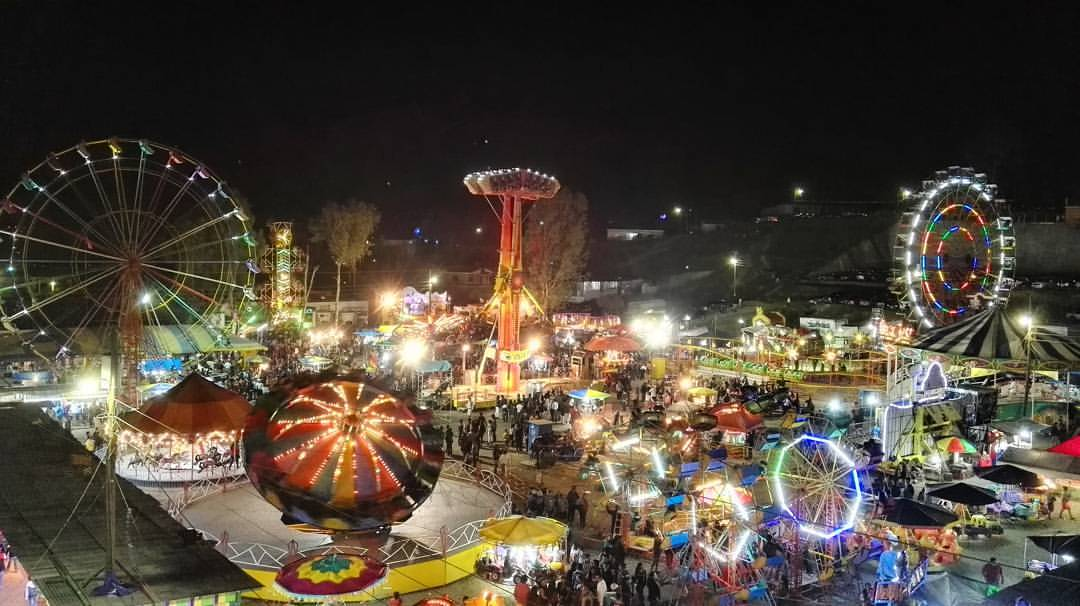
Vista nocturna campo de la feria.

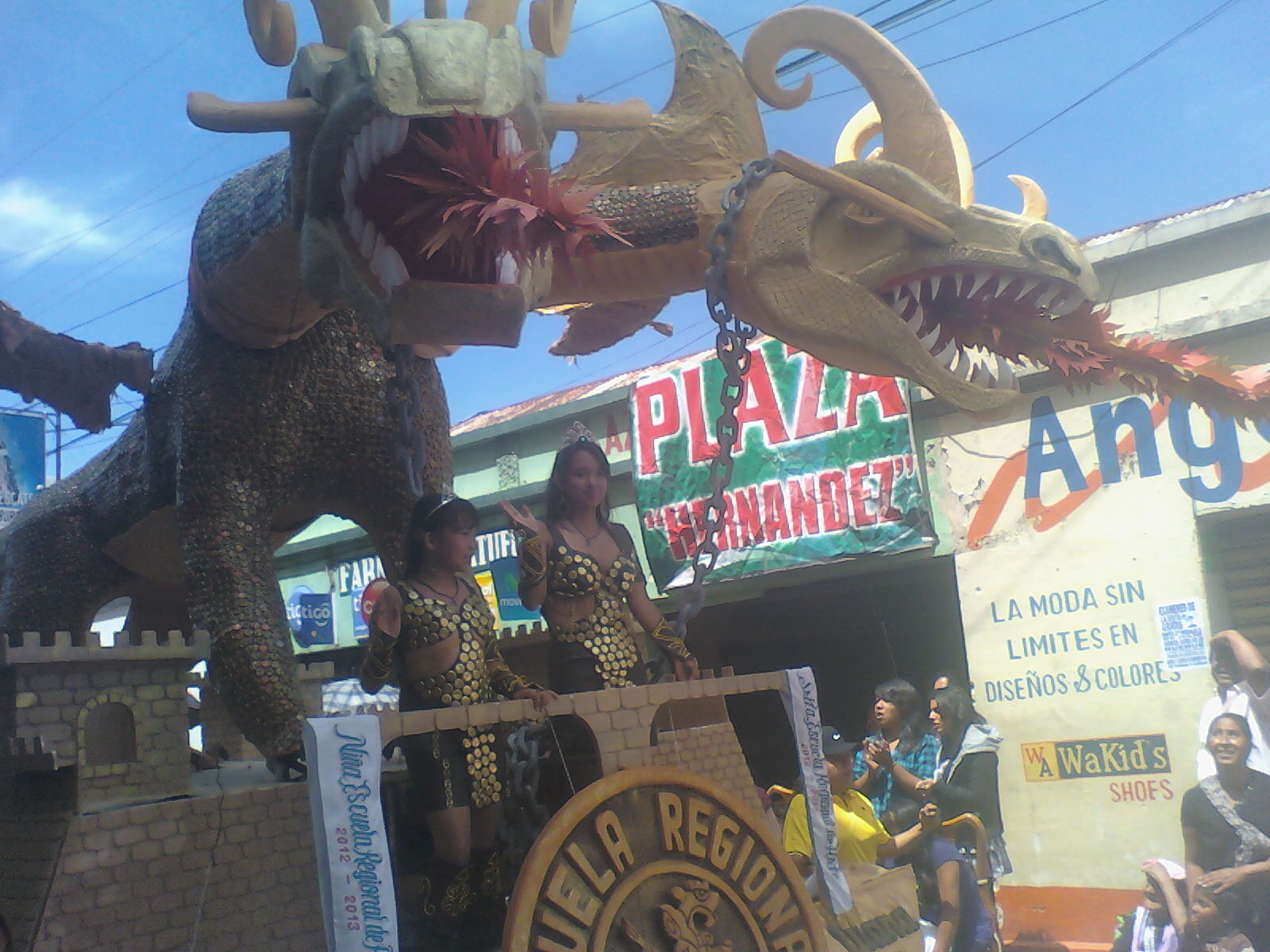
Dragón elaborado con tapitas (corcholatas), y el acompañamiento de las Reinas.

## Idiomas
Huehuetenango es uno de los departamentos de Guatemala donde se hablan varios idiomas mayas, sin dejar de predominar el español (idioma oficial).
Entre otros idiomas hablados en la región se encuentra: el mam que se habla en los municipios de La Libertad, San Pedro Necta, Santiago Chimaltenango, Todos Santos Cuchumatán, Cuilco, San Ildefonso Ixtahuacán, Colotenango, San Rafael Petzal, San Juan Atitán, San Gaspar Ixchil, Santa Bárbara, San Sebastián Huehuetenango, Chiantla y Tectitán; compartiendo su uso con el tectiteco, que se habla en Cuilco y Tectitán, con el acateco en San Miguel Acatán, el cual también se habla en San Rafael la Independencia. El chuj se habla en San Mateo Ixtatán, San Sebastián Coatán y parte de Nentón, en donde comparte con el poptí. Este último, que también es conocido como jacalteco, se habla en Jacaltenango, La Democracia, Concepción, San Antonio Huista, Santa Ana Huista y Santiago Petatán. El kanjobal se habla en San Pedro Soloma, San Juan Ixcoy, Santa Eulalia y Santa Cruz Barillas. El aguacateco que se habla en parte de Aguacatán donde también se habla el chalchiteco.

### Municipios en enlaces externos
1. ↑  Aguacatán en el Servicio de Información Municipal]
2. ↑  Chiantla en el Servicio de Información Municipal
3. ↑  Colotenango en el Servicio de Información Municipal
4. ↑  Jacaltenango página del municipio de Jacaltenango]
5. ↑  La Democracia en el Servicio de Información Municipal
6. ↑  La Libertad en el Servicio de Información Municipal
7. ↑  San Gaspar Ixchil en el Servicio de Información Municipal
8. ↑  San Ildefonso Ixtahuacán en el Servicio de Información Municipal
9. ↑  San Mateo Ixtatán Página oficial del municipio de San Mateo Ixtatán
10. ↑  San Pedro Soloma en el Servicio de Información Municipal
11. ↑  Santa Cruz Barillas Página oficial de la Villa de Barillas
12. ↑  Tectitán en el Servicio de Información Municipal
13. ↑  Todos Santos Cuchumatán en el Servicio de Información Municipal
14. ↑  Unión Cantinil en el Servicio de Información Municipal

- Datos: Q842266
- Multimedia: Huehuetenango Department / Q842266